# 林韡函
林韡函（英語：Wilbur Lin，1988年—），臺灣旅美指揮家，現任密蘇里交響樂團音樂總監。

## 生平

### 早年
林韡函出生於美國，幼時隨家人搬回臺灣，居住於新竹，自幼學習鋼琴，啟蒙於許幼莉，高中時就讀新竹高中普通班，在補強術課後考上國立師範大學音樂系，主修鋼琴，陸續受教於陳玉芸與蔡中文。因對指揮有濃厚興趣，便和班上同學組成樂團，參與校內校外演出，並於2008年成立「臺北室內愛樂」。為加強指揮技巧，便請許瀞心協助進行訓練。
在大學畢業並服役後，赴英國皇家北方音樂學院就讀碩士，師承馬克·海倫及克拉克·倫德爾，並擔任皇家利物浦愛樂助理指揮。碩士畢業後，前往美國印第安納大學雅各布音樂學院攻讀博士，師承大衛·艾佛朗及亞瑟·法根。期間曾任薩爾瓦多國家青年交響樂團客席指揮，並參與里卡多·穆蒂的大師班，結業時指揮朱賽佩·威爾第的馬克白。於2019年博士畢業。

### 職業生涯
於2019年至2022年間擔任辛辛那提交響樂團助理指揮，期間曾任臺北市立交響樂團、國立臺灣交響樂團、印第安納波利斯室內樂團、里奇蒙交響樂團之客席指揮。
於2022年與密蘇里交響樂團以客席指揮身份合作兩次後受邀為樂團之藝術總監。